# رويسة صنارية
الرويسة الصنارية (باللاتينية: Garhadiolus hamosus) نوع نباتي ينتمي إلى جنس الرويسة من الفصيلة النجمية.

## الموئل والانتشار
موطنها بلاد الشام وتركيا.

## مرادفات للاسم العلمي
- (باللاتينية: Rhagadiolus hamosus)